# 久世隆一郎
久世隆一郎（1930年12月24日—2005年3月9日）乃日本富士重工業（今速霸陸）麾下之子公司速霸陸技術國際（簡稱STI）的第一任社長。久世從母公司的車輛開發部門出身，具有技術底蘊，對於該公司進軍世界拉力錦標賽有著極大貢獻。

## 生平簡歷
1930年12月24日久世隆一郎出生於東京，1953年進入富士工業（即中島飛機太田吞龍工廠和武藏野三鷹工廠合併的公司，富士重工業之前身）工作，在太田吞龍工廠負責設計龍捲風機車（ハリケーンオートバイ）、兔子速克達等產品。接著在百瀨晉六的領導下，共同參與1966年上市的速霸陸1000開發計劃；翌年出任企劃本部商品企劃課課長，直到1978年外派至美國擔任駐美技術代表。1980年歸國後，歷任海外技術部長、海外服務本部長、董事技術副本部長等職務，直到1988年4月2日富士重工業以5千萬日圓的資本額創設速霸陸技術國際公司（Subaru Tecnica International，以下簡稱STI），久世晉升首任社長。
1989年1月21日尚未對外發售的Legacy RS車型在美國亞利桑那州鳳凰城進行10萬公里耐久行走試驗，以每小時223.345公里的平均速度創下當時的世界紀錄；此紀錄乃由STI團隊在19日內含加油、保養維修等工作而達成，並保持了16年之久。1990年首度投入世界拉力錦標賽（World Rally Championship，以下簡稱WRC），僅取得綜合第4名的成績。在久世的指揮領導下，1995年至1997年之間是速霸陸車隊最風光的時期，連續三年奪下WRC廠商車隊冠軍，其中英國籍賽車手科林·麥克雷更獲得1995年度賽車手冠軍。隨著屢戰屢勝的捷報，富士重工業順勢將代表性車款速霸陸Impreza推向性能的巔峰，STI也為該車款打造出許多特仕車。
1997年久世出任STI董事會會長，兩年後改任董事會顧問，直至2002年退休。2005年3月9日久世因癌症病逝，享耆壽74歲。

## 逸事
- 久世隆一郎因病去世前，自宅書桌上仍貼著2005年3月份墨西哥拉力賽各隊戰績分析表的資料，可見他對WRC投入之深。生前參與WRC比賽時，歐洲各車隊人士皆稱呼他為「Mr. Kuze（久世先生）」。
- 速霸陸車隊當家賽車手西班牙籍卡洛斯·塞恩斯（Carlos Sainz）過生日時，久世所贈送的禮物是鼻毛刀。
- 1990年富士重工業決定投入WRC賽事時，內部曾出現不少反對聲浪，但久世力勸當時的社長川合勇應該壓下反對勢力並繼續進行。
- 久世原本居住於神奈川縣逗子市，但是1988年晉升STI社長後，都住在小金井市的公司宿舍內。

## 內部連結
- 速霸陸
- 速霸陸技術國際

## 外部連結
- （日語）STI: 久世隆一郎の軌跡 （页面存档备份，存于）